# Río Urubamba
El río Urubamba (en quechua, Urupampa, que significa «meseta de arañas»), es el nombre que toma el río Vilcanota a partir del pueblo de Urubamba. Nace en el nudo de Vilcanota (4 314 m), en el departamento de Cusco, en la parte suroriental del Perú. Es una de las fuentes del río Ucayali, y parte de la cuenca del Amazonas.
En el valle del Alto Urubamba y del río Vilcanota se encuentran muchos vestigios del imperio inca, incluidos los restos de la famosa ciudadela de Machu Picchu, (desde arriba, al borde del mismo Machu Picchu, se puede apreciar un precipicio vertical de 600 m de altura que termina sobre el río).
El río tiene varias partes de su curso protegidas: el Santuario Histórico de Machu Picchu, que ampara el Valle Sagrado de los Incas, en su curso alto; el  Santuario Nacional Megantoni, que cuida un corto tramo de la ribera derecha del pongo de Mainique; y el parque nacional Otishi, que defiende la ribera izquierda del mismo tramo del río, al otro lado del pongo.

## Geografía

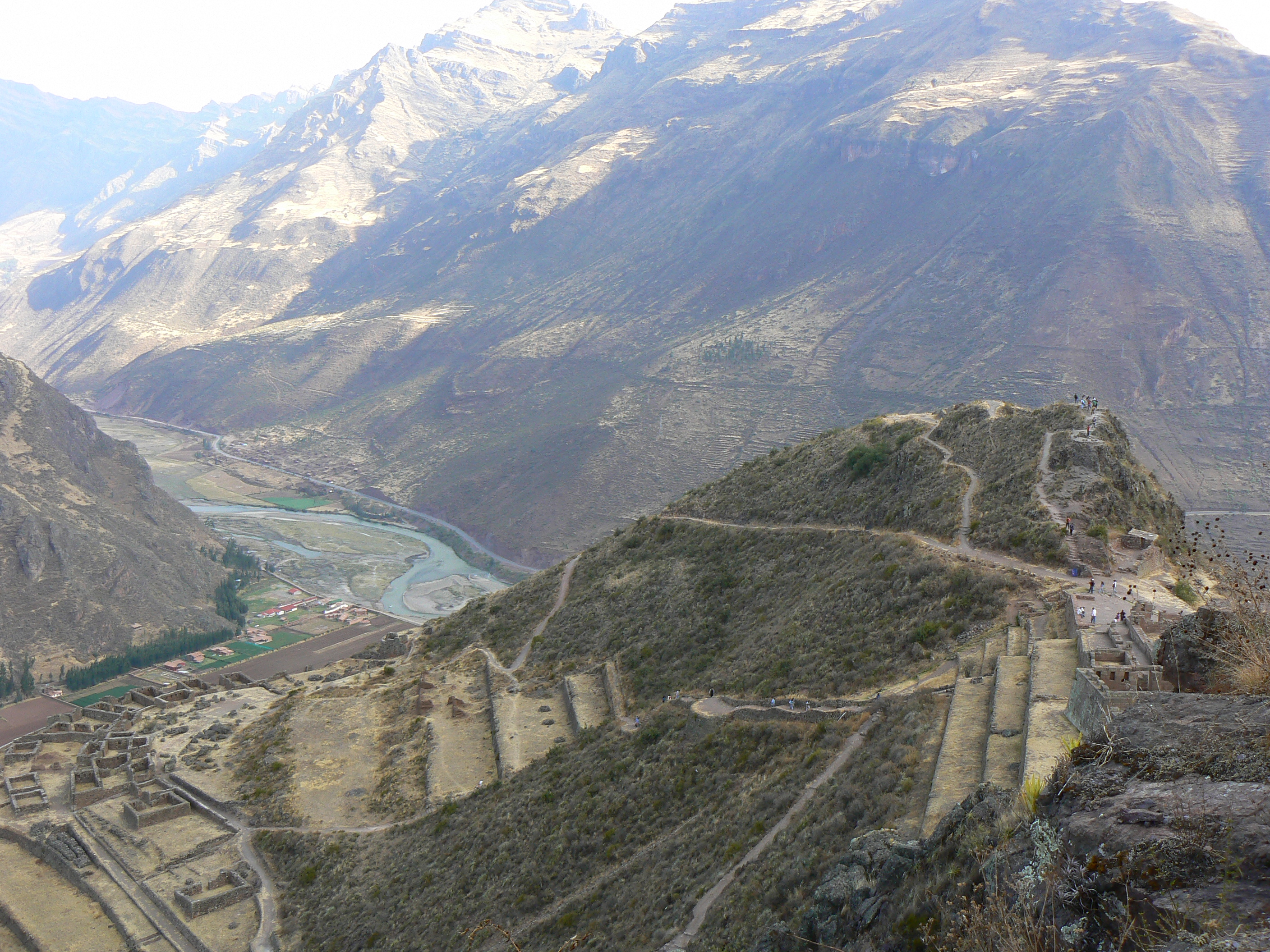
Vista de las ruinas incas por encima de Pisac, con el Urubamba en la parte inferior del Valle Sagrado.

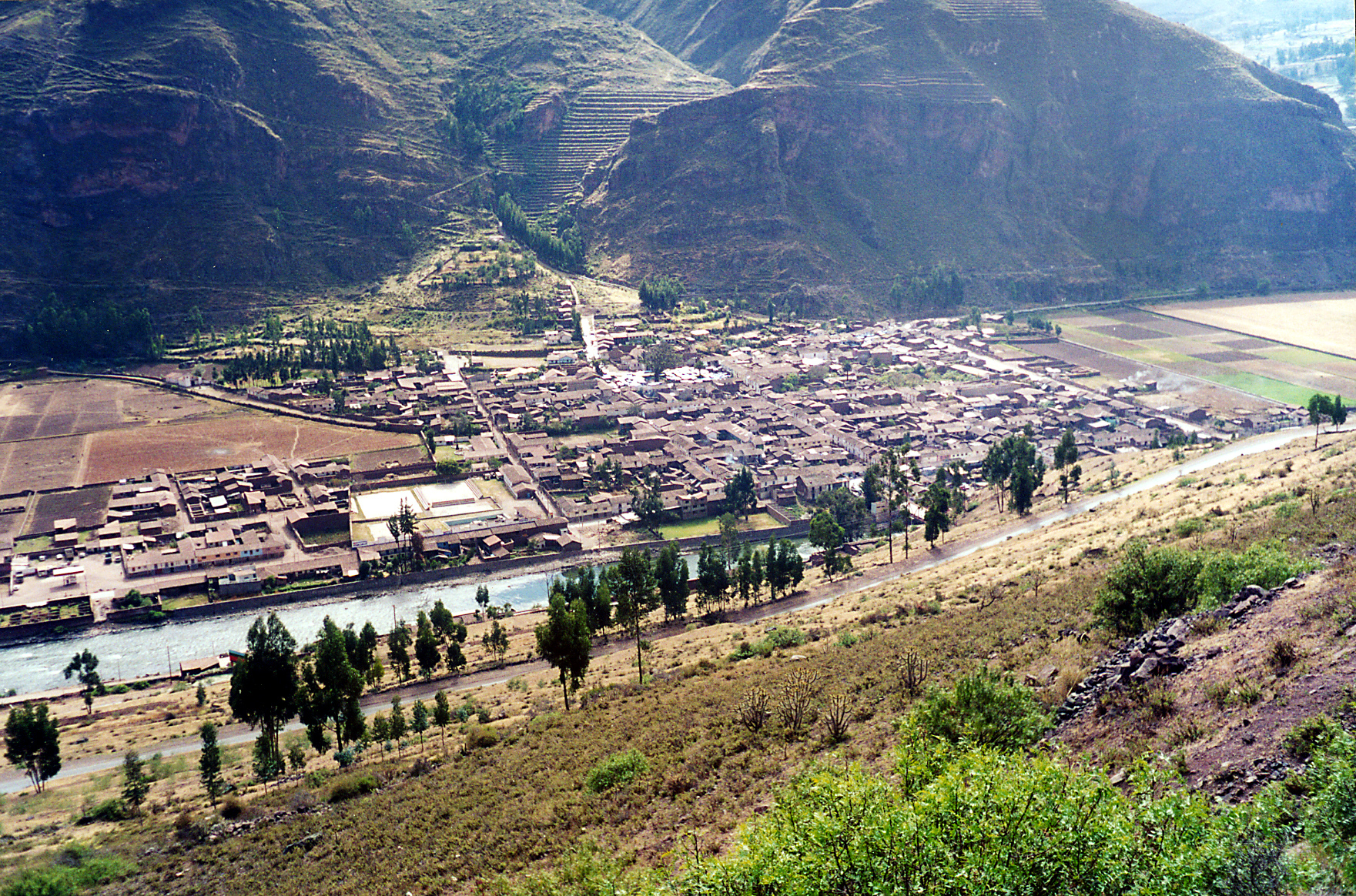
Vista de la pequeña ciudad de Písac.

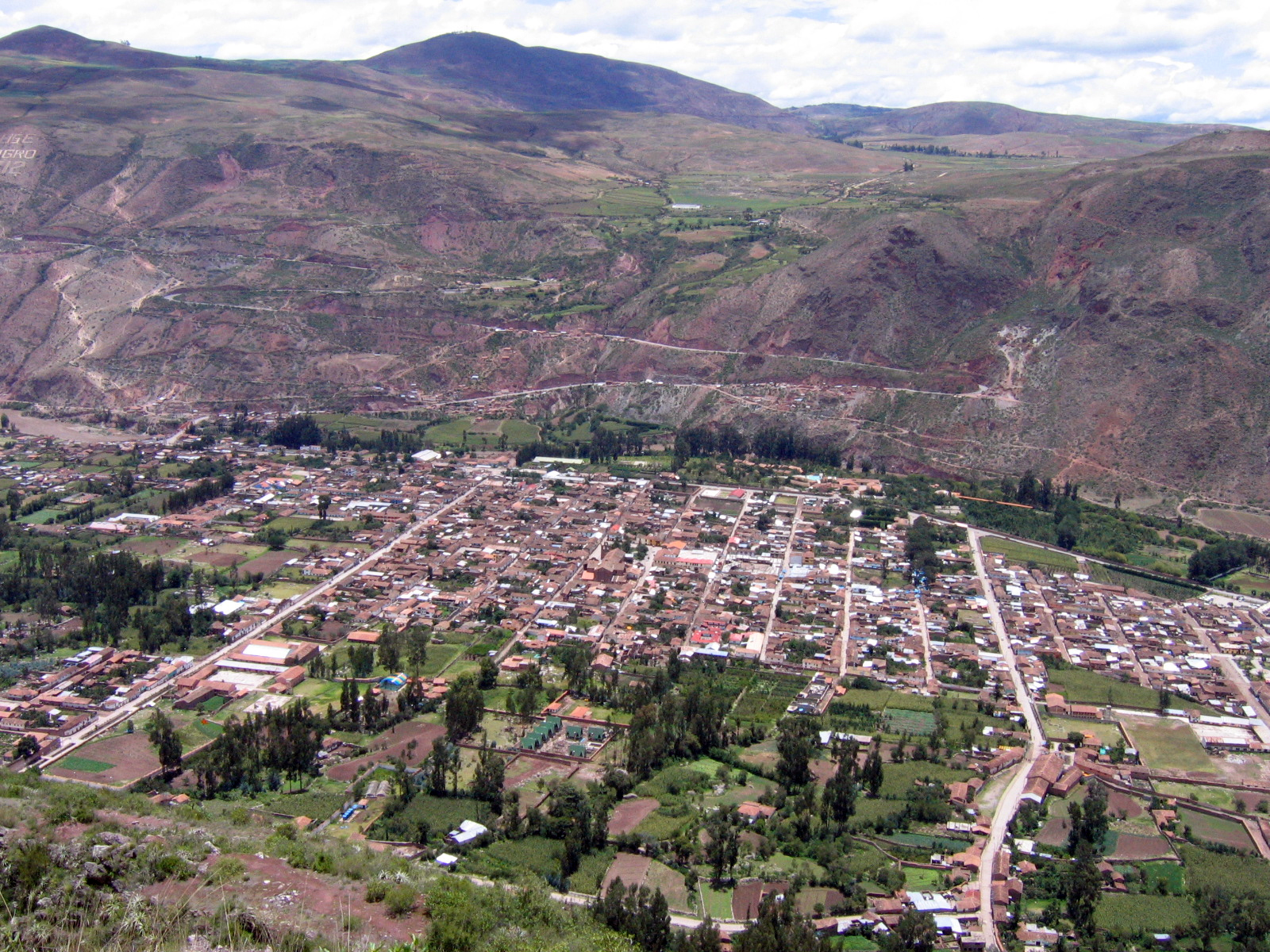
Vista de la pequeña ciudad de Urubamba.

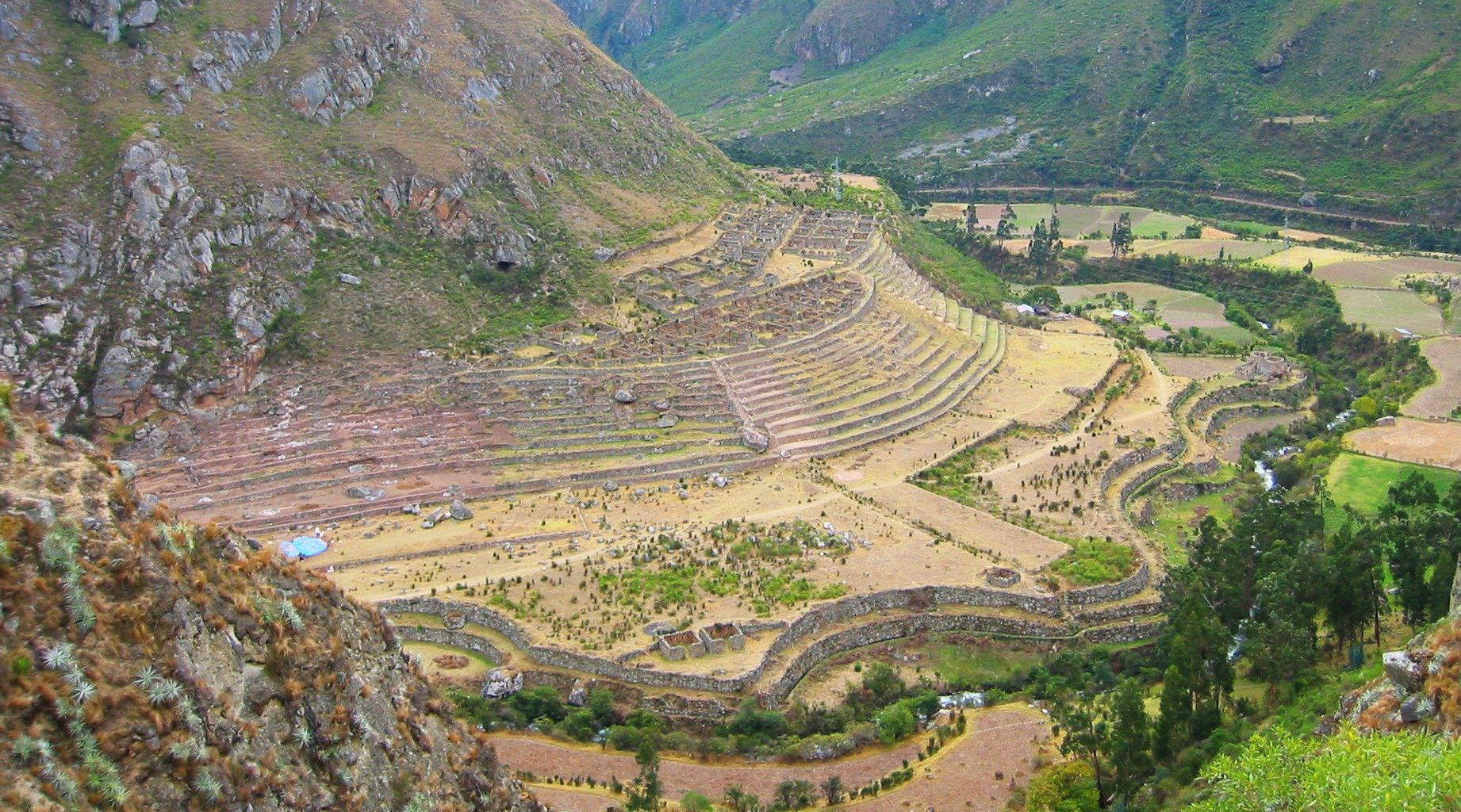
Vista del sitio arqueológico de Llactapata, a los pies del Macchu Pichu.

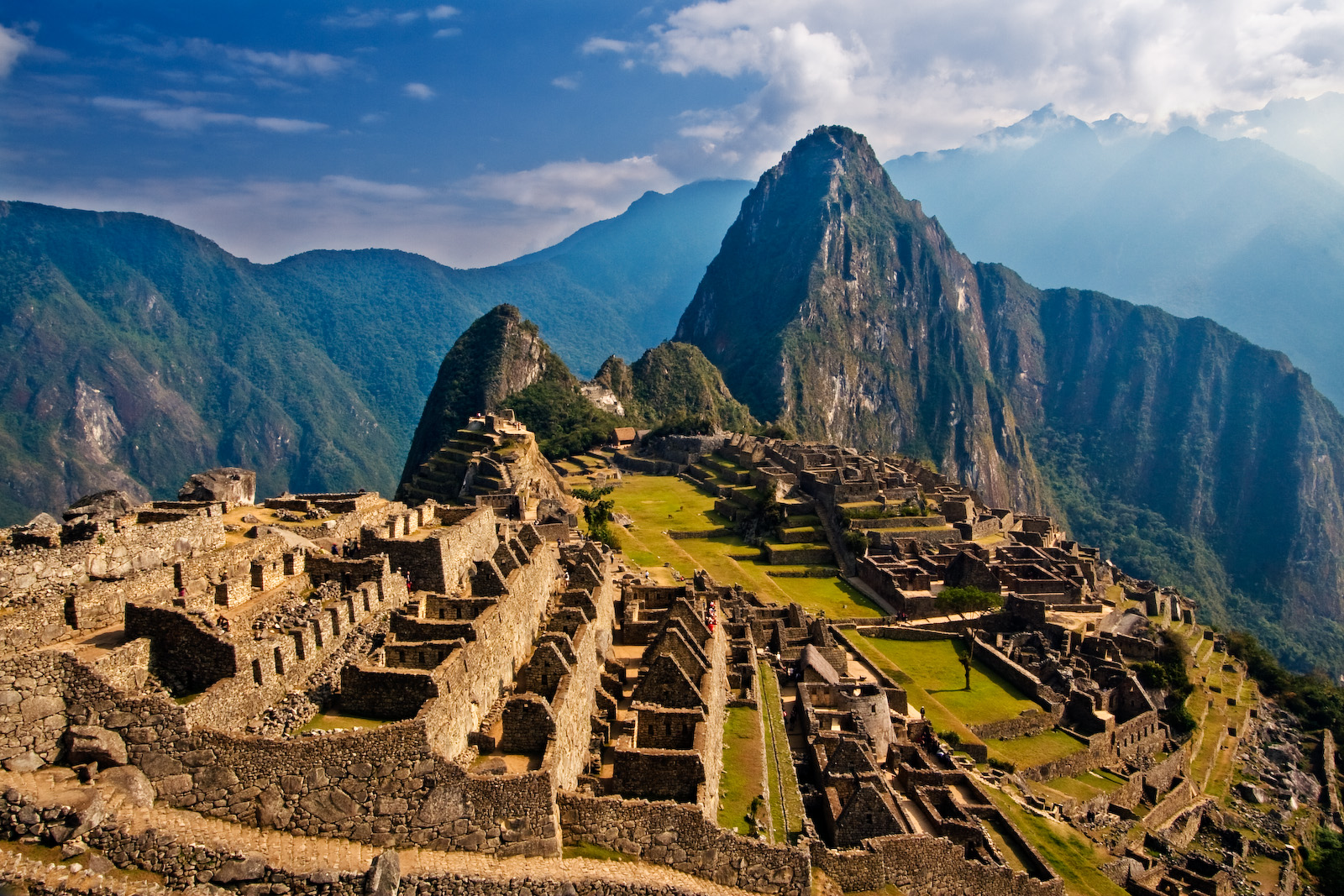
El Machu Picchu, el lugar más famoso en el valle del Urubamba.

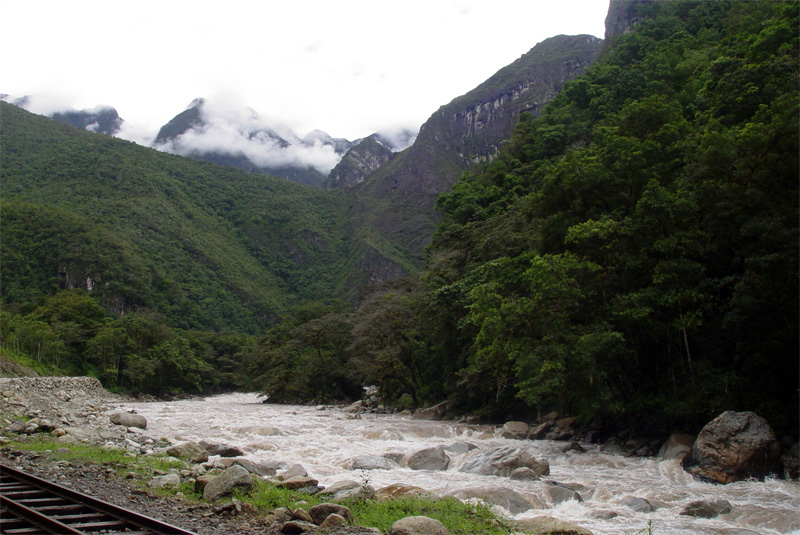
El Urubamba en las cercanías de Machu Picchu.

El Urubamba se considera, tradicionalmente, dividido en dos partes por el pongo de Mainique, un angosto cañón de siniestra reputación por lo peligroso de su navegación: el Alto Urubamba, al sur del pongo, y el Bajo Urubamba, al norte, hasta la desembocadura en el río Ucayali.

### Alto Urubamba
El río Urubamba nace en el nudo de Vilcanota (4 314 m), en el departamento de Cusco, en la parte suroriental del Perú. En su curso alto lleva el nombre de río Vilcanota, que conservará hasta llegar a la pequeña ciudad de Urubamba.
Discurre el Vilcanota por un alto valle de montaña en dirección noroeste, flanqueado por la carretera 3S y discurriendo por la vertiente occidental de la cordillera de Vilcanota, en cuya vertiente oriental discurre el río Yavero, el principal afluente del Urumbara al que no encontrará hasta más de 350 km río abajo. Llega primero a la pequeña localidad de Raqchi, el primero de los muchos sitios arqueológicos preincaicos localizados en su curso, donde está el templo de Huiracocha, una enorme estructura de adobe de 92 metros por 25,5 m.
El río continúa valle abajo, virando cada vez más hacia el norte, pasando por Combapata, Checacupe, Cusipata y Quiquijana. Continúa descendiendo por el estrecho y angosto valle, llegando a Urcos, la capital de la provincia de Quispicanchi. Sigue por Andahuayillas y pasa muy cerca de Piquillacta, una pequeña localidad y también sitio arqueológico situado al oeste del valle, a orillas de la laguna de Huarcapay-Lucre. La carretera 3S deja ya el valle, que se adentra por una zona muy abrupta tomando nuevamente una orientación general suroeste, llegando poco después a la localidad de Pisac. Da inicio una parte del valle, entre Pisac y Ollantaytambo, en que el río es también llamado el Wilcamayu («río sagrado») y su valle el Valle Sagrado de los Incas. La turbulencia del río en este tramo se presta para la práctica del descenso de ríos, que es una de las atracciones turísticas de aventura más interesantes en el Perú.
Sigue el río su descenso, acompañado en el valle por la carretera 28B. Pasa por Calca, Urquillos,  Huayllabamba, Yucay y llega a la pequeña ciudad de Urubamba, a partir de la cual ya llevará el nombre de río Urubamba. Continúa pasando por la localidad y sitio arqueológico incaico de Ollantaytambo, donde recibe al río Patakancha y donde la carretera 28B se encamina en dirección norte remontando una de las laderas del valle hasta alcanzar los 4350 m.
Llega después el río al sitio arqueológico de Llactapata, que da inicio al Santuario Histórico de Machu Picchu, un área protegida de  325,92 km² establecida en 1981 y luego declarada en 1983 Patrimonio de la Humanidad. El Urubamba continúa por la pequeña localidad de Aguas Calientes, una localidad fundada en 1901 para establecer uno de los campamentos para la construcción del ferrocarril entre Cusco y Santa Ana, y que ahora es el lugar al que llegan los turistas que visitan la ciudad sagrada indígena de Machu Picchu.
El Machu Picchu se encuentra en la margen izquierda del río, que casi lo rodea por entero describiendo un cerrado meandro en torno a Huayna Pichu (2.667 m), la montaña donde también hay ruinas, casi 600 m por encima. En seguida el río abandona la zona protegida y alcanza Santa Rosa, donde de nuevo la carretera 28B le acompañara tras un descenso vertiginoso desde el cerro San Cristóbal.
Pasando la cadena montañosa principal se extiende el valle, amplio y fructífero, y  el río llega al distrito de Santa Ana (Quillabamba), capital de la provincia de La Convención, ya a solamente 1050 m de altitud, y de nuevo el valle del Urubamba se estrecha y se profundiza. Es la zona geográficamente más accidentada del recorrido (cañón de Torontoy), que discurre por la vertiente oriental de la cordillera de Vilcabamba. En este tramo recibe por la derecha al río Yanatil, un punto en el que se vuelve en dirección al oeste, y tras pasar por Rosalinda, vuelve a girar para dirigirse en sentido contrario, al este. Tras recibir por la derecha al más importante de sus afluentes, el río Yavero o Paucartambo (de más de 350 km), el Urubamba, tras pasar por el pongo de Mainique, finaliza su curso alto. Ambas márgenes del pongo están protegidas: la ribera derecha pertenece al Santuario Nacional Megantoni,  y ribera izquierda al parque nacional Otishi, declarado en 2003, el penúltimo parque nacional establecido en el país.

### Bajo Urubamba

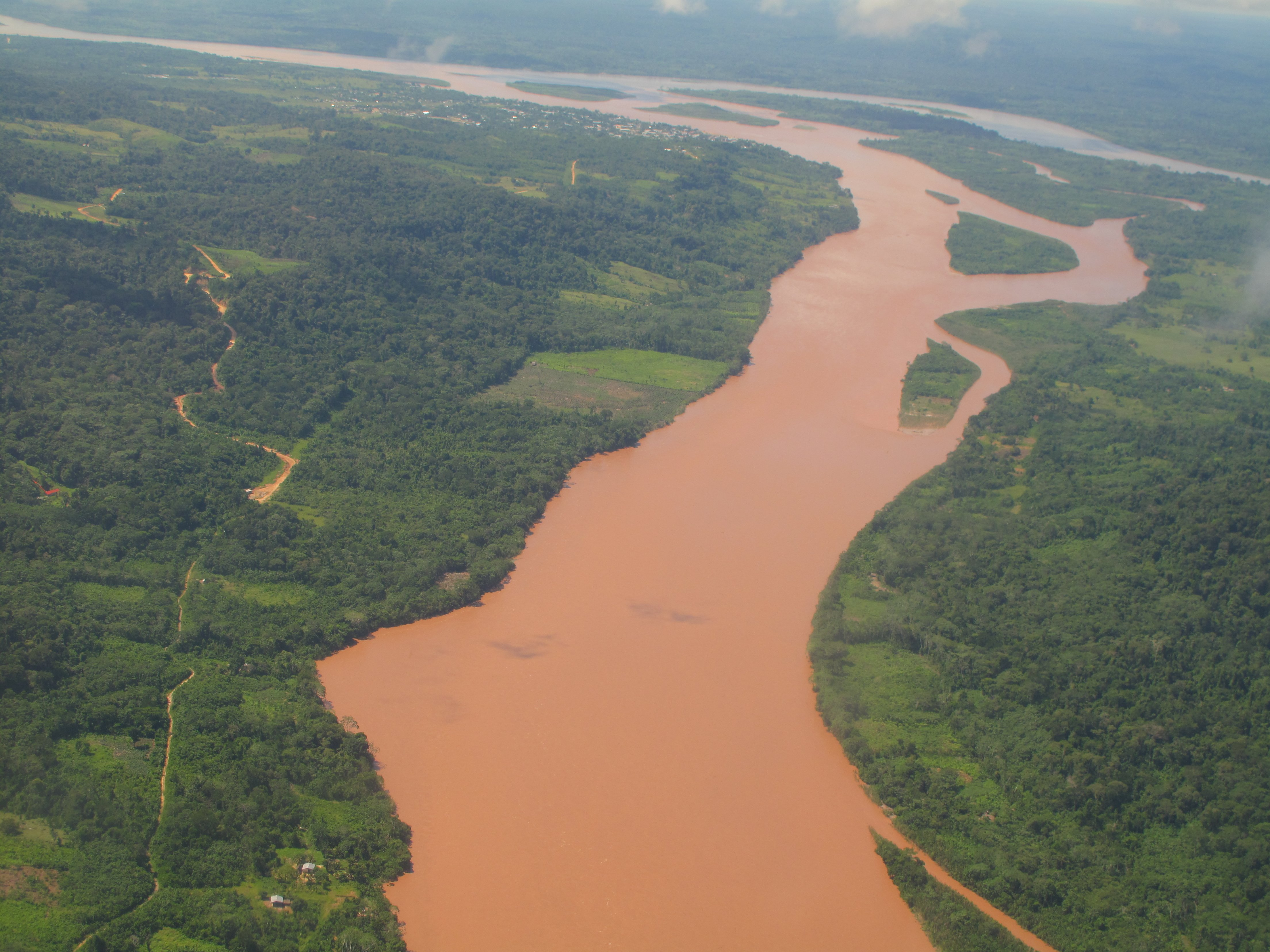
La confluencia del Tambo (delante) y el Urubamba (derecha, al fondo) cerca de Puerto Atalaya, formando el Ucayali

El Urubamba atraviesa las últimas cadenas de montaña bajas, un tramo en el que recibe por la derecha al Camisea, donde están en explotación los yacimientos de gas de Camisea. Continúa en dirección norte y llega al límite fronterizo y se interna en el departamento de Ucayali. Tras recibir al Mishagua, también por la derecha, se adentra en la selva amazónica.
El valle del Bajo Urubamba está relativamente poco desarrollado y escasamente poblado. Hay varios pueblos indígenas, principalmente machiguengas (o matsigenka) y asháninca. La economía es sobre todo forestal, aparte de los yacimientos gasíferos. El principal asentamiento en este largo tramo es la localidad de Sepahua, que cuenta con un pequeño aeródromo.
Finalmente el río se vuelve otra vez hacia el noroeste y, tras recibir también por la derecha al río Inuya, confluye finalmente con el río Tambo, que le aborda por la izquierda, para dar lugar al nacimiento del río Ucayali, ya parte del curso principal del río Amazonas. En la boca del río Tambo se encuentra la ciudad de Atalaya, que contaba con más de 10 000 habitantes según el censo del 2005.

## Principales afluentes
- Huarocondo 13°16′24″S 72°13′07″O / -13.27333, -72.21861
- Cusichaca 13°13′36″S 72°25′48″O / -13.22667, -72.43000
- Santa Teresa 13°07′56″S 72°35′27″O / -13.13222, -72.59083
- Huamanmarca 13°00′17″S 72°37′28″O / -13.00472, -72.62444
- Chuyapi 12°51′05″S 72°42′00″O / -12.85139, -72.70000
- Huacayoc 12°46′31″S 72°36′29″O / -12.77528, -72.60806
- Yanatile 12°38′56″S 72°34′21″O / -12.64889, -72.57250
- Chapo 12°35′50″S 72°44′31″O / -12.59722, -72.74194
- Coribeni 12°37′06″S 72°50′01″O / -12.61833, -72.83361
- Cirialo 12°37′57″S 72°55′36″O / -12.63250, -72.92667
- San Miguel 12°38′52″S 73°03′22″O / -12.64778, -73.05611
- Cumpirusiato 12°37′27″S 73°05′21″O / -12.62417, -73.08917
- Yavero o Paucartambo 12°21′08″S 72°52′18″O / -12.35222, -72.87167
- Mantalo 12°20′14″S 72°52′01″O / -12.33722, -72.86694
- Ticumpinia 12°10′51″S 72°49′34″O / -12.18083, -72.82611
- Timpia 12°04′33″S 72°49′30″O / -12.07583, -72.82500
- Camisea 12°42′45″S 72°56′44″O / -12.71250, -72.94556
- Picha 11°35′15″S 73°07′20″O / -11.58750, -73.12222
- Yali 11°33′27″S 73°10′00″O / -11.55750, -73.16667
- Huitiricoya 11°29′36″S 73°08′08″O / -11.49333, -73.13556
- Paquiria 11°26′22″S 73°00′08″O / -11.43944, -73.00222
- Sensa 11°22′32″S 73°00′10″O / -11.37556, -73.00278
- Miaria 11°17′10″S 72°59′40″O / -11.28611, -72.99444
- Mishahua 11°12′43″S 72°58′19″O / -11.21194, -72.97194
- Sepahua 11°08′56″S 73°02′42″O / -11.14889, -73.04500
- Sepa 10°48′26″S 73°17′43″O / -10.80722, -73.29528
- Inuya 10°40′13″S 73°27′59″O / -10.67028, -73.46639
- Huao 10°44′35″S 73°36′51″O / -10.74306, -73.61417

## Fauna y flora

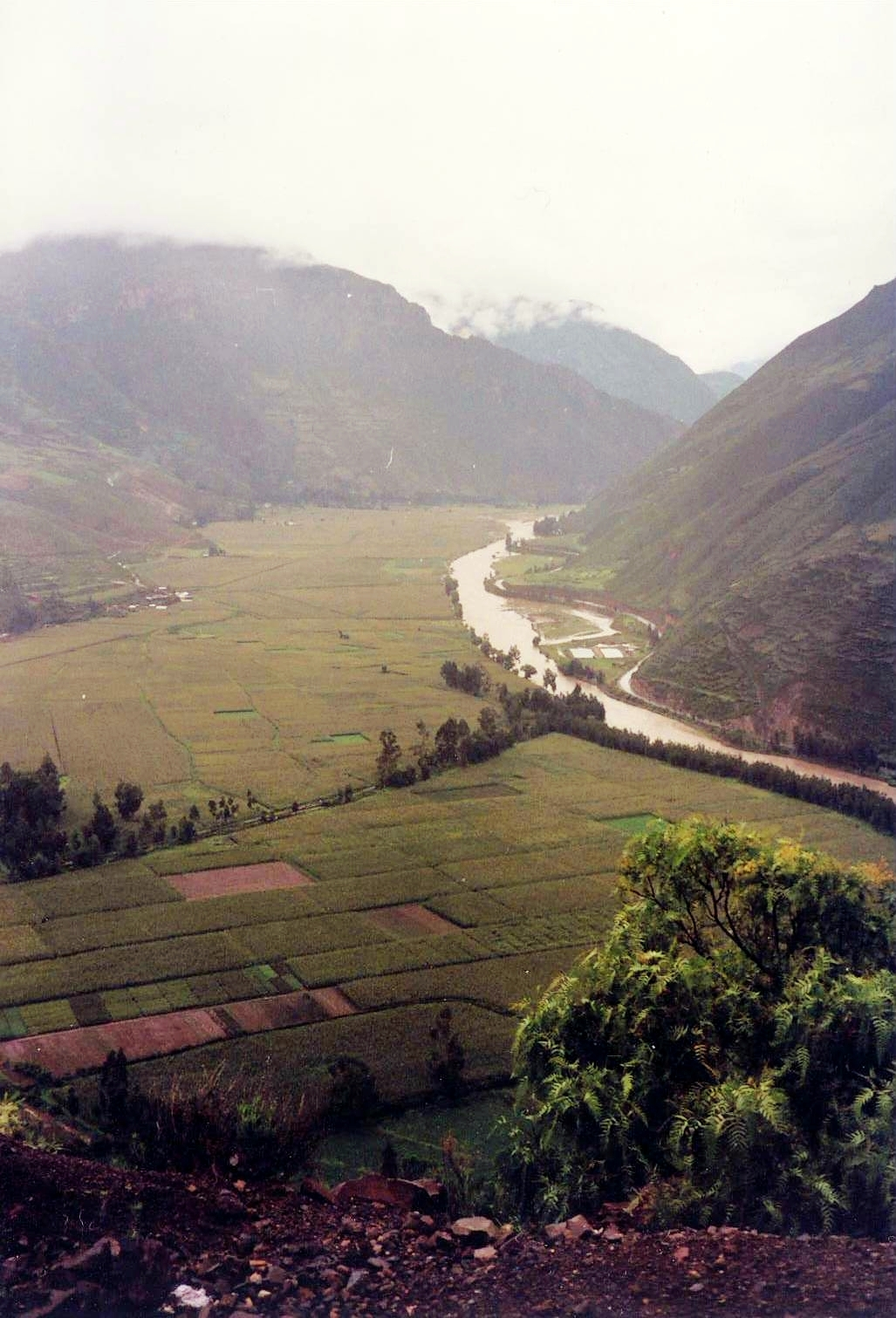
Otra vista del valle del Urubamba.

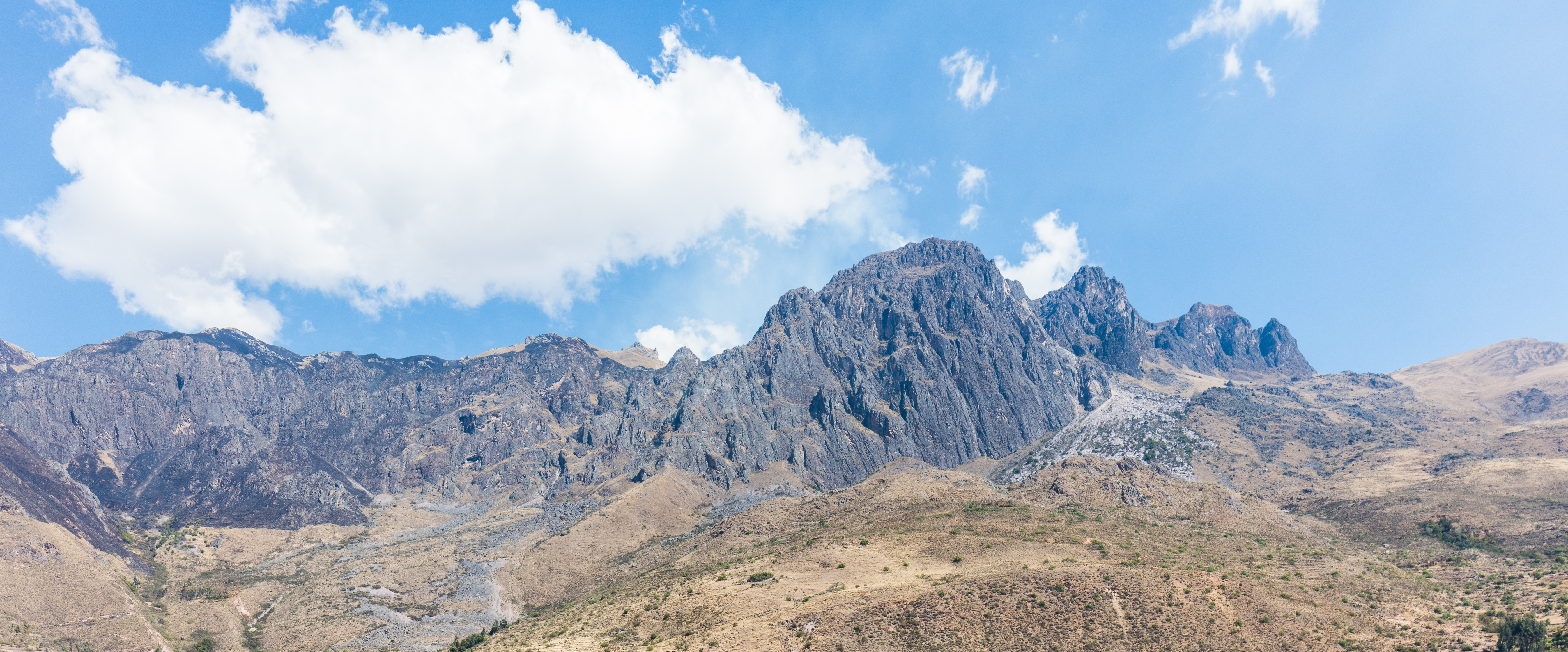
Cordillera del Alto Urubamba.

En las aguas del Urubamba habita el pato de los torrentes (Merganetta armata), que posee la habilidad de avanzar contra la corriente casi sin esfuerzo. En las turbulentas aguas también habita el mirlo acuático (Cinclus leucocephalus), un minúsculo pajarillo de color blanquinegro que ha aprendido a nadar bajo las aguas en busca de alimento.
Los bosques de Machu Picchu albergan casi tres centenares de especies de aves. Desde los grandes cóndores, hasta las diminutas tangaras de hermosos colores. Los colibríes son aquí un caso especial. La abundancia de flores en la región permite la existencia de 14 especies diferentes. Los hay tan pequeños como un insecto, adaptados para acceder al néctar de las pequeñísimas flores del capulí, o tan grandes que superan en tamaño a la propia ave, convirtiéndola en el único animal capaz de libar de las campanillas y daturas.
El bosque es hogar del oso andino (Tremarctos arnatus) y el pudú o sachacabra (Pudu mephistopheles). El primero es el único oso que habita en el continente sudamericano, suele vivir una existencia vegetariana oculto en lo más profundo del bosque nuboso; el segundo es un venado del tamaño de un perro pequinés, espera el crepúsculo para vagabundear en busca de brotes y frutos caídos al amparo de una vegetación que lo convierte en una criatura invisible para los depredadores.
Entre el musgo y las orquídeas, numerosas plantas epifitas se aferran a la piedra de las orillas mientras las aguas, golpean con fuerza las rocas. En las costas crecen matorrales de fucsia, de color púrpura, que ofrece su néctar al colibrí de garganta azul. En otro capullo, un par de escarabajos color esmeralda parecen luchar torpemente por el acceso al interior del colorido envoltorio floral. Abundan coloridas mariposas. 
Los árboles de pisonay (Erythrina falcata) y q´euña de altura (Polylepis racemosa) con sus copas repletas de flores rojas parecen hervir de vida. Para un botánico, estos árboles son un muestrario natural: lianas y bromelias se disputan cada espacio de las ramas, mientras que orquídeas, musgos y líquenes se agrupan confiriéndole a las ramas la apariencia de estar forradas de un abrigo verde y húmedo.